# Onditachiae
Onditachiae (Gromovi; Thunders, Ondiaachiae, Hadiwennodagyes, Hadiwennoda:dye's, Plétho, Pletho), Gromovi su klan moćnih olujnih duhova kod Iroquois i Wyandot Indijanaca, koji žive na nebu i uzrokuju gromove i munje. Obično se opisuju kao ljudi s krilima, iako u nekim izvještajima imaju glave purana, a u drugima mijenjaju oblik između ljudskog oblika i divovskih ptica. Iako su opasna bića i njihov pogled može smrtnicima donijeti smrt, Gromovi obično igraju pozitivnu ulogu u irokeškim legendama i duhovnosti i obično se prikazuju kao časni i pošteni. U nekim legendama Irokeza, vođa Gromova je božansko biće po imenu Hinon.